# المشاعبة (جبلة)

تعديل مصدري - تعديل

المشاعبة هي إحدى قرى عزلة المعشار بمديرية جبلة التابعة لمحافظة إب، بلغ تعداد سكانها 1137 نسمة حسب تعداد اليمن لعام 2004.